# Тараканов Герман Якович
Тараканов Герман Якович — радянський, український кінооператор. Заслужений працівник культури Кримської АР (2001).
Народився 23 жовтня 1937 р. у с. Начаково Волгоградської обл. в родині службовця. Закінчив операторський факультет Всесоюзного державного інституту кінематографії (1964).
Працював фотографом, оператором Кримського корпункту «Укркінохроніки». 
Зняв стрічки: «Голубі сестри людей» (1967), «Запам'ятайте їхні імена» (1969, авт. сцен.), «Час скорботи і пам'яті» (1993, у співавт. з В. Таранченком) та ін., багато сюжетів для кіножурналів: «Фітіль», «Новости дня» тощо.
Член Національної Спілки кінематографістів України.